# John Walsh (Kunsthistoriker)
John Joseph Walsh, Jr. (* 1937 in Mason City, Washington) ist ein amerikanischer Kunsthistoriker. Er leitete von 1983 bis 2000 als Direktor das J. Paul Getty Museum.

## Leben
John Walsh studierte bis 1961 Kunstgeschichte an der Yale University in New Haven (Connecticut) und wechselte anschließend an die Columbia University in New York, wo er bei Julius Held seine Studien zur Kunst des Barock vertiefte. Er promovierte 1971 über die niederländischen Marinemaler Jan Porcellis und dessen Sohn Julius Porcellis. Parallel arbeitete er von 1966 bis 1968 als Dozent an der New Yorker Frick Collection und hielt sich für ein Jahr zu Studienzwecken an der Universität Leiden auf. 1968 begann er seine Tätigkeit als wissenschaftlicher Mitarbeiter am Metropolitan Museum of Art. Dort wurde er 1970 Kurator für Europäische Malerei und begann gleichzeitig seine Lehrtätigkeit an der Columbia University und am Barnard College, die er bis 1977 fortsetzte. Das Metropolitan Museum verließ er 1975 nach Auseinandersetzungen mit dessen Direktor Thomas Hoving. Ab 1977 arbeitete er als Kurator für Malerei am Museum of Fine Arts, Boston. Zudem unterrichtete er 1979 als Gastprofessor an der Harvard University.
1983 wurde Walsh als Direktor des J. Paul Getty Museum berufen. In seine bis zum Jahr 2000 dauernden Amtszeit fiel die Planung und Erbauung des Getty Centers in Brentwood (Los Angeles). Der von Richard Meier entworfene Neubau beherbergt seit 1997 weite Teile der Museumssammlung und verschiedene Forschungseinrichtungen. Am bisherigen Museumsstandort, der Getty Villa in Pacific Palisades, befindet sich seither ausschließlich die Antikensammlung des Museums. Unter der Leitung von Walsh konnte das Museum zudem seine Sammlungen erheblich erweitern. Hierzu gehören mehrere Ankäufe bedeutender Gemälde wie Schwertlilien von Vincent van Gogh, Venus und Adonis von  Tizian, Der Hellebardier von Jacopo da Pontormo, Anbetung der Könige von Andrea Mantegna, La Promenade von Pierre-Auguste Renoir, Der Einzug Christi in Brüssel von James Ensor, Spaziergang in der Dämmerung von Caspar David Friedrich, Blick auf den Canal Grande von Canaletto, Papst Clement VII. von Sebastiano del Piombo, Rue Mosnier mit Flaggen von Édouard Manet und Die Grablegung von Peter Paul Rubens.
Nach seiner Tätigkeit am Getty Museum übernahm Walsh verschiedene andere Aufgaben. So hielt er Vorträge an der Yale University und wurde  Mitglied am Institute for Advanced Study der Princeton University und im Vorstand des Armand Hammer Museum of Art. 1997 wurde er in die American Academy of Arts and Sciences gewählt.

## Veröffentlichungen (Auswahl)
- The Dutch Marine Painters Jan and Julius Porcellis
  - I: Jan's Early Career. In: The Burlington Magazine, Bd. 116, Nr. 860, 1974, S. 653–662.
  - II: Jan’s Maturity and 'de jonge Porcellis'. In: The Burlington Magazine, Bd. 116, Nr. 861, 1974, S. 734–745.
- mit Cynthia P. Schneider: A mirror of nature, Dutch paintings from the collection of Mr. and Mrs. Edward William Carter. Los Angeles County Museum of Art, Los Angeles 1981, ISBN 0-87587-103-8.
- Jan Steen, The drawing lesson. J. Paul Getty Museum, Malibu 1996, ISBN 0-89236-392-4.
- mit Deborah Ann Gribbon: The J. Paul Getty Museum and its collections, a museum for the new century. J. Paul Getty Museum, Los Angeles 1997, ISBN 0-89236-475-0.